# Parsonsia celebica
Parsonsia celebica är en oleanderväxtart som först beskrevs av Daniel Oliver, och fick sitt nu gällande namn av Sleesen. Parsonsia celebica ingår i släktet Parsonsia och familjen oleanderväxter. Inga underarter finns listade i Catalogue of Life.